# Энанбиэн
Энанбиэ́н (фр. Hénanbihen, брет. Henant-Bihan, галло Henaunt-Bihaen) — коммуна во Франции, находится в регионе Бретань. Департамент — Кот-д’Армор. Входит в состав кантона Пленёф-Валь-Андре. Округ коммуны — Динан.
Код INSEE коммуны — 22076.

## География
Коммуна расположена приблизительно в 350 км к западу от Парижа, в 75 км северо-западнее Ренна, в 30 км к востоку от Сен-Бриё.
По территории коммуны протекает река Фремюр.

## Население
Население коммуны на 2016 год составляло 1 339 человек.
| 1962 | 1968 | 1975 | 1982 | 1990 | 1999 | 2008 | 2016 |
| ---- | ---- | ---- | ---- | ---- | ---- | ---- | ---- |
| 1393 | 1431 | 1390 | 1404 | 1346 | 1294 | 1339 | 1339 |

## Администрация
| Период | Период | Фамилия        | Партия        | Примечания |
| ------ | ------ | -------------- | ------------- | ---------- |
| 2001   | 2008   | Жозеф Кордон   | Разные правые |            |
| 2008   | 2014   | Маривон Депань |               |            |
| 2014   |        | Даниэль Поле   | Разные правые | пенсионер  |

## Экономика
В 2007 году среди 777 человек в трудоспособном возрасте (15—64 лет) 585 были экономически активными, 192 — неактивными (показатель активности — 75,3 %, в 1999 году было 70,9 %). Из 585 активных работали 556 человек (307 мужчин и 249 женщин), безработных было 29 (15 мужчин и 14 женщин). Среди 192 неактивных 52 человека были учениками или студентами, 92 — пенсионерами, 48 были неактивными по другим причинам.